# Naoya Kikuchi
Naoya Kikuchi (菊地 直哉, Kikuchi Naoya) est un footballeur japonais né le 24 novembre 1984 à Shizuoka dans la préfecture de Shizuoka au Japon.